# Legerwood

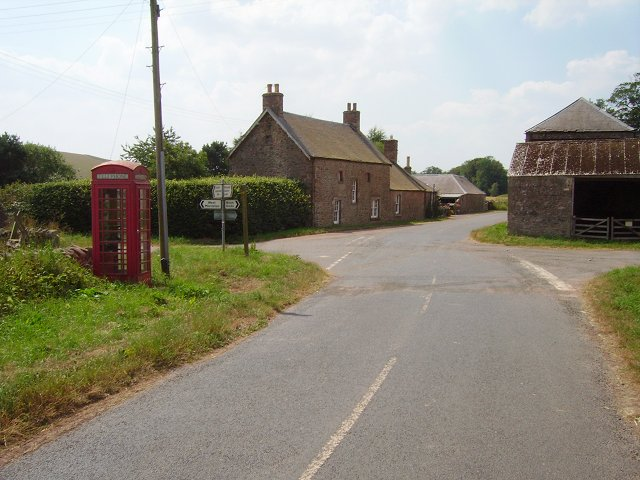
A aldeia de Legerwood.

Legerwood é uma aldeia da Escócia, localizada em Scottish Borders. 